# Providence Equity Partners
Providence Equity Partners är ett amerikanskt riskkapitalbolag. Bolaget grundades 1989 i Providence, Rhode Island, och har sedan dess arbetat med investeringar genom riskkapital och LBO-affärer.  
Bolaget har kontor i Providence, New York, Los Angeles, London, Hongkong och New Delhi och har c:a 350 anställda. 